# Нуерска бела армија
Нуерска бела армија (енгл. Nuer White Army) је милитантна организација коју су основали припадници народа Нуер у Јужном Судану током 1991. године у региону Велики Горњи Нил. Име је добила због праксе њених припадника да се камуфлирају белим пепелом. Током 1990-их година практиковали су нападе на супарнички народ Динке, као и на племе Мурле, највише због стоке. Након проглашења аутономије Јужног Судана 2005. године армија је изгубила на својој снази и јединству, па су бројни припадници деловали самостално. Следеће 2006. године око 1.000 Нуера самоиницијативно су предали оружје локалним властима у Акобоу.
По проглашењу независности 2011. године Нуерска бела армија се реорганизовала са циљем да „уништи“ народ Мурле и осигура својим сународницима сигурну испашу за стоку. Тиме је отпочао међуплеменски сукоб где се убрзо умешала држава и Уједињене нације.